# رایسکیرشن
رایسکیرشن {{آلمانی|Reiskirchen) شهری در آلمان است که در گیسن واقع شده‌است. رایسکیرشن ۱۰٬۷۱۴ نفر جمعیت دارد.